# Purtighat
Purtighat (nepalski: पुर्तिघाट) – gaun wikas samiti w zachodniej części Nepalu w strefie Lumbini w dystrykcie Gulmi. Według nepalskiego spisu powszechnego z 2001 roku liczył on 444 gospodarstw domowych i 2467 mieszkańców (1343 kobiet i 1124 mężczyzn).